# Nella mente di narciso
Nella mente di narciso è una trasmissione televisiva italiana dedicata all'analisi psicologica forese di alcuni noti fatti di cronaca nera italiana, usati come casi studio per delineare il profilo del narcisista, scritto e condotto dalla criminologa Roberta Bruzzone.

## Puntate
I casi di studio sono quello di Benno Neumair nel delitto di Bolzano (puntate 1-2), di Sabrina Misseri nel delitto di Avetrana (puntate 3-4), di Mirto Milani nell'assassinio di Laura Ziliani con la collaborazione delle figlie di lei Silvia e Paola (puntate 5-6) e di Alessandro Impagnatiello nell'omicidio di Giulia Tramontano (puntate 7-8).
La conduttrice, attraverso la ricostruzione dei fatti, raccoglie e riassume, come in una masterclass dilatata di psicologia forense, tutti i tratti del narcisismo maligno, sia nelle versioni Overt (manifesta) che Covert (nascosta), e traccia anche a grandi linee le tecniche per smascherare e sottrarsi a i fenomeni di manipolazione a ciò collegati.

## Produzione
La docuserie Nella mente di Narciso, condotta dalla criminologa e psicologa forense Roberta Bruzzone, è composta da otto puntate da circa 30 minuti ciascuna, dedicate a quattro casi di cronaca nera italiani molto noti. La serie, dal format true crime, è stata prodotta da La Casa Rossa (Odissea Plastica e Rimbocchiamoci le maniche per Sky TG24, Ghiaccio al cinema, regia di Fabrizio Moro) per Rai Contenuti Digitali e Transmediali, direttore Marcello Ciannamea.

## Date di trasmissione
La prima parte della docuserie è stata resa disponibile inizialmente in esclusiva on line su RaiPlay dal 26 novembre 2024. La seconda parte con nuovi episodi è uscita sempre su RaiPlay dal 22 gennaio 2025. Dal 21 giugno 2025, la serie è stata trasmessa in chiaro per il tv digitale terrestre su Rai 2 in seconda serata, in puntate accoppiate a due a due, per raggiungere un pubblico più ampio, oltre le piattaforme streaming.
L'episodio completo, dal titolo «Il delitto di Senago», sull'omicidio di Giulia Tramontano è andato nuovamente in onda su Rai 2 il 12 luglio 2025 alle ore 23:15, con la regia di Serena Pasquali Lasagni.. Gli altri titoli sono: «Il delitto di Bolzano», «L'omicidio di Sarah Scazzi», «Il delitto di Temù».

## Puntate TV e ascolti

### Prima edizione (2025)
| Puntata | Messa in onda  | Ascolti        | Ascolti | Ascolti | Titolo                     |
| Puntata | Messa in onda  | Telespettatori | Share   | Fonte   | Titolo                     |
| ------- | -------------- | -------------- | ------- | ------- | -------------------------- |
| 1       | 21 giugno 2025 | 368 000        | 4,10%   | [ 5 ]   | Il delitto di Bolzano      |
| 2       | 28 giugno 2025 | 545 000        | 5,60%   | [ 6 ]   | L'omicidio di Sarah Scazzi |
| 3       | 5 luglio 2025  | 391 000        | 4,10%   | [ 7 ]   | Il delitto di Temù         |
| 4       | 12 luglio 2025 | 376 000        | 4,10%   | [ 8 ]   | Il delitto di Senago       |
| Media   | Media          | 420 000        | 4,48%   |         |                            |